# Nils Rudolph
Nils Rudolph (Rostock, 18 agosto 1965) è un ex nuotatore tedesco.

## Carriera
Fortemente specializzato nello stile libero, si è laureato una volta campione europeo nei 50 m.

## Palmarès
- Europei

Bonn 1989: bronzo nei 50 m farfalla.
Atene 1991: oro nei 50 m stile libero, argento nei 100 m stile libero, nella 4 × 100 m stile libero e bronzo nei 100 m farfalla.
- Europei in vasca corta

Gelsenkirchen 1991: oro nella 4 × 50 m stile libero e bronzo nei 50 m farfalla.